# Баеда Мар'ям I
Баеда Мар'ям I — негус Ефіопії з Соломонової династії.

## Життєпис
Був сином Зара Якоба.
Під кінець свого правління Зара Якоб почав виявляти особливу деспотичність, у тому числі відносно членів своєї родини. Деяких із них він навіть стратив. Серед страчених була й мати Баеди Мар'яма (1462). Така ж доля могла чекати й на самого принца, коли той замовив поминальну обідню по матері. Утім за допомогою Ефіопської церкви батька з сином удалось помирити, після чого Зара Якоб офіційно оголосив сина своїм наступником.
На початку свого правління Баеда Мар'ям провів кампанію проти народу добеа, що проживав у північно-східних регіонах країни, але походи зазнали невдачі. Пізніше негус удався до нового походу, який був більш вдалим. Війська імператора вдарили з кількох напрямків, у результаті чого було захоплено багатьох полонених та взято худобу й продовольство. Після тієї поразки багато вождів добеа погодились сплачувати данину ефіопському негусу. Баеда Мар'ям збудував у підкорених провінціях церкву та заклав апельсинові сади.
Баеда Мар'ям переніс свій двір до області Гураге, використовуючи її як базу для своїх кампаній у Бале. Його постійні походи призвели до укладення мирної угоди з султаном Адалу Мухаммадом. Цей мир він використав, щоб провести чергову кампанію проти норовливих фалаша у північних територіях. Утім, після смерті Мухаммада війни з Адалом продовжились.